# 量子效率

哈勃空间望远镜所配备第二代广域和行星照相机的感光耦合元件对不同波长光信号的量子效率曲线图

量子效率（英語：Quantum efficiency，常缩写为 QE）是用来定义感光元件，例如底片、感光耦合元件（英語：charge-coupled device，CCD）将其受光表面接收到的光子转换为电子-空穴对的百分比例，即
量子效率 = 光生电子 / 入射光子数  或
{\displaystyle {\text{QE}}={\frac {\text{electrons/sec}}{\text{photons/sec}}}={\frac {{\text{current}}/{\text{(charge of 1 electron)}}}{({\text{total power of photons}})/({\text{energy of one photon}})}}} 。
量子效率是元件对光敏感性的精确测量。由于光子的能量与波长的倒数成比例，量子效率的测量通常是在一段波长范围内进行。底片的量子效率通常少于10%，而感光耦合元件在某些波长位置具有超过90%的效率。